# Out (film 2020)
Out è un cortometraggio d'animazione statunitense del 2020 scritto e diretto da Steven Clay Hunter; prodotto dai Pixar Animation Studios e distribuito da Walt Disney Studios Motion Pictures.
Il cortometraggio presenta un giovane gay di nome Greg, che non è ancora riuscito a fare coming out ai suoi genitori, ma grazie ad uno magico scambio di "punti di vista", verrà liberato da ogni timore.
Il cortometraggio è il 7° della serie SparkShorts, oltre che il primo prodotto Pixar a presentare un personaggio e una trama gay, tra cui un bacio tra due individui dello stesso sesso.
Il cortometraggio è stato rilasciato su Disney+ il 22 maggio 2020 ed è stato accolto positivamente dalla critica cinematografica.

## Trama
Un gatto e un cane magici appaiono fuori dalla casa di Greg, mentre lui e il suo ragazzo Manuel stanno facendo le valigie per trasferirsi. Il gatto infonde della magia nel colletto del cane di Greg, Jim. All'interno della casa, i due guardano una loro foto insieme e ricordando quel momento, Manuel incoraggia Greg di prendere coraggio e dirlo ai suoi genitori, che inaspettatamente sì presentano fuori dalla porta per aiutarlo a fare le valigie. Greg nasconde in fretta la foto e Manuel esce silenziosamente dalla porta sul retro. Tenendo il colletto di Jim, Greg desidera casualmente che sia un cane, e le menti di Greg e Jim cambiano magicamente i corpi. "Greg" corre fuori per giocare nel cortile, dove suo padre stoico sta accendendo la griglia. "Jim" cerca di raggiungerlo, cercando anche freneticamente di impedire a sua madre, desiderosamente disponibile, di trovare la foto.
Frustrata dal comportamento scorretto del cane, si siede e parla a voce alta della sua tristezza per il fatto che suo figlio si sia allontanato, mentre "Jim" ascolta. Immaginando una conversazione con Greg, spera che trovi qualcuno che lo ama e "che ti renda felice". "Jim" si rende improvvisamente conto che non solo sa già che è gay, ma che lo accetta anche così. La conforta brevemente, poi insegue "Greg", e cambia idea con successo. Quella sera Greg presenta Manuel ai suoi genitori; il padre di Greg abbraccia spontaneamente Manuel. Il magico gatto e il cane vedono compiuta la loro missione saltano via su un arcobaleno.

## Produzione
Out è il settimo film del programma SparkShorts della Pixar. È stato diretto e scritto da Steven Clay Hunter noto per l'animazione nei film Alla ricerca di Nemo e WALL•E. Il produttore Max Sachar aveva già lavorato in precedenza nei film Coco e Toy Story 3 - La grande fuga.

## Colonna sonora
Jake Monaco ha composto la musica per Out. Le tracce della colonna sonora sono state pubblicate il 22 maggio 2020.

## Distribuzione
Il cortometraggio è stato rilasciato su Disney+ il 22 maggio 2020.